# 河昇鎭
河 昇鎭（日本語: ハ・スンジン,英語: Ha Seung-Jin,朝鮮語: 하승진,1985年8月4日- ）は韓国の元プロバスケットボール選手。京畿道富川市出身。韓国人初のNBA選手。ポジションはセンター。身長221cm、体重138kg。
姉の河恩珠もバスケットボール選手で、WJBLシャンソンVマジックでプレーしていた。

## 経歴
- 2003年のアジア選手権では18歳ながら韓国代表としてプレーし、決勝戦ではスターターに抜擢された。
- 2004年NBAドラフト2巡目でポートランド・トレイルブレイザーズから指名を受けた。しかし、2シーズンでわずか46試合の出場に留まった。また2005-06シーズンはNBAの下部組織であるDリーグのフォートワース・フライヤーズでもプレーした。
- 2006年オフはトレードによりミルウォーキー・バックスへ移籍したが、開幕直前の2006年10月28日に解雇された。その後、12月にNBADLのアナハイム・アーセナルと契約した。
- 2007年より全州KCCイージス所属。
- 2009年にはbj-KBL チャンピオンシップゲームズに出場するKCCの一員として来日。

## 個人成績

### NBA

#### レギュラーシーズン
| シーズン | チーム | GP | GS | MPG | FG%  | 3P% | FT%  | RPG | APG | SPG | BPG | PPG |
| -------- | ------ | -- | -- | --- | ---- | --- | ---- | --- | --- | --- | --- | --- |
| 2004–05  | POR    | 19 | 0  | 5.5 | .435 | --- | .545 | .9  | .1  | .1  | .3  | 1.4 |
| 2005–06  | POR    | 27 | 4  | 7.9 | .581 | --- | .471 | 1.8 | .0  | .1  | .3  | 1.6 |
| 通算     | 通算   | 46 | 4  | 6.9 | .519 | --- | .500 | 1.5 | .1  | .1  | .3  | 1.5 |